# Kaiserdamm
Der Kaiserdamm ist eine im Jahr 1906 angelegte Berliner Prachtstraße. Der Straßenverlauf befindet sich jeweils etwa zur Hälfte in den Ortsteilen Charlottenburg und Westend.

## Geschichte

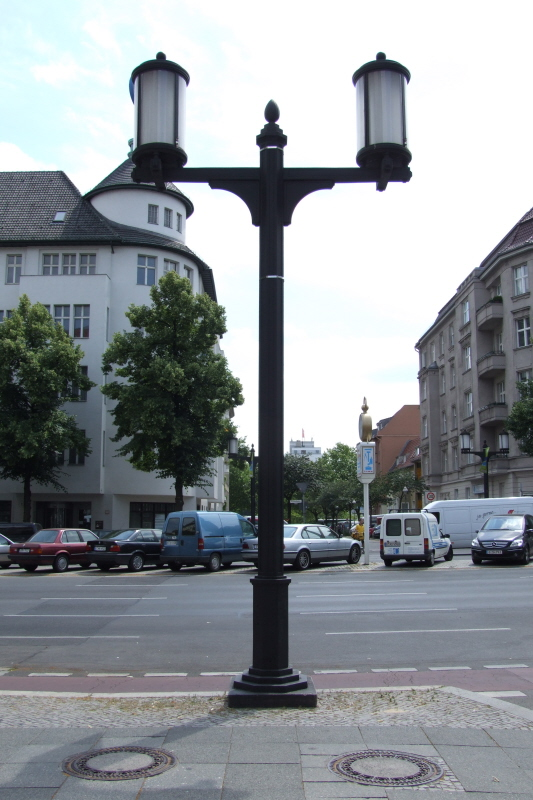
Leuchten der Ost-West-Achse vom Brandenburger Tor bis zum Theodor-Heuss-Platz

Bis 1904 gab es hier nur einen unbefestigten Sandweg am Lietzensee. Auf Wunsch Kaiser Wilhelms II. wurde in Verlängerung der Bismarckstraße eine 50 m breite Prachtstraße angelegt und am 1. November 1906 für den Verkehr freigegeben. Seit dem 18. Dezember 1906 trägt die Straße zu Ehren Kaiser Wilhelms II. den heutigen Namen.
In der Zeit des Nationalsozialismus war der Kaiserdamm ein Teil der Ost-West-Achse, deren Ausbau 1939 abgeschlossen wurde. Aus dieser Zeit stammt im Wesentlichen die heutige Form des Straßenzugs. Dazu gehören auch die typischen Kandelaber, die für die Beleuchtung der Ost-West-Achse von Albert Speer eigens geschaffen wurden. Auch das denkmalgeschützte Gebäude Kaiserdamm 45/46 (heute: Heerstraße 12–16) wurde in der NS-Zeit für die Reichsleitung der Hitlerjugend errichtet.
Am 26. April 1967 wurde die Straße auf Betreiben der CDU nach dem kurz zuvor verstorbenen Bundeskanzler Konrad Adenauer in Adenauerdamm umbenannt. Aufgrund heftiger Proteste der Bevölkerung erfolgte aber schon am 15. Januar 1968 die Rückbenennung in Kaiserdamm.

## Verlauf
Der Kaiserdamm beginnt im Osten am Sophie-Charlotte-Platz und bildet die Fortsetzung des Straßenzugs Unter den Linden – Straße des 17. Juni – Bismarckstraße. Im Westen endete der Kaiserdamm ursprünglich an der Preußenallee und schloss noch einen Teil der heutigen Heerstraße ein. Seit 30. März 1950 ist der Theodor-Heuss-Platz das westliche Ende. Etwa in seiner Mitte überquert der Kaiserdamm die Stadtautobahn sowie die Trasse der Ringbahn. Die Heerstraße bildet über den Theodor-Heuss-Platz hinaus die westliche Fortsetzung der Ost-West-Achse.
Der Witzlebenplatz stellt die Verbindung zum Lietzensee her. Ein anschließendes Areal trägt heute den Namen Erwin-Barth-Platz, nach dem Schöpfer des modernen Lietzenseeparks.

## Bedeutung

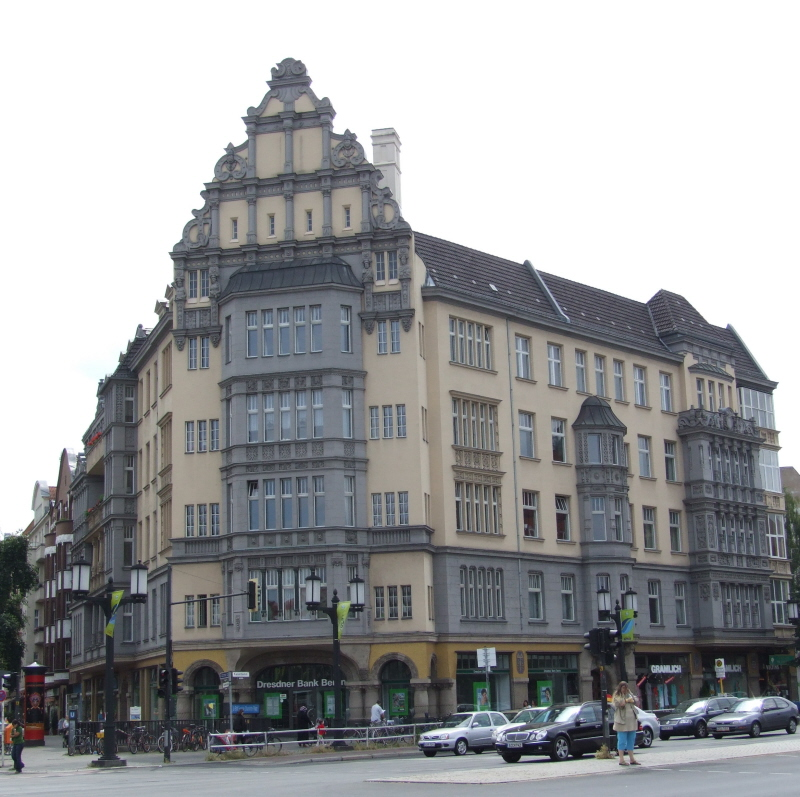
An der Ecke zur Suarezstraße

Die Bedeutung als Prachtstraße und Paradeweg ist heute nicht mehr wesentlich. Der Kaiserdamm war für die Erschließung des südwestlichen Teils vom Bezirk Charlottenburg, vor allem für Witzleben und Westend von erheblicher Bedeutung. Entlang des Kaiserdamms entwickelte sich eine Mischung aus Wohn- und Geschäftshäusern sowie Verwaltungsbauten.
Der Kaiserdamm ist heute vor allem eine stark frequentierte Verkehrsachse, die Bundesstraßen B 2 und B 5 folgen seinem Verlauf. Auf ihm rollt der von Süden und Westen ankommende Verkehr in Richtung Berlin-Mitte. Am Autobahndreieck Funkturm besteht eine direkte Verbindung zwischen Kaiserdamm, der Stadtautobahn und der AVUS.
Unter der Fahrbahn verläuft die U-Bahn-Linie U2 von Pankow nach Ruhleben. Im Verlauf des Kaiserdamms liegen die Stationen Sophie-Charlotte-Platz, Kaiserdamm (mit Verbindung zur Ringbahn am Bahnhof S-Bahnhof Messe Nord/ZOB) und Theodor-Heuss-Platz.

## Prominente Anwohner
- Von November 1925 an bewohnte der Maler Otto Dix für etwa zwei Jahre eine Wohnung am Kaiserdamm 20.[2]
- Kaiserdamm 22 ist das Wohnhaus, in dem die deutsche Widerstandskämpferin Cato Bontjes van Beek zuletzt lebte.
- Kaiserdamm 28 war von 1930 bis 1933 die Wohnadresse des Schriftstellers und Arztes Alfred Döblin, der 1933 aus Deutschland fliehen musste. Hier erinnert eine Gedenktafel an den einstigen Bewohner.
- Im Haus Kaiserdamm 34 lebte in einer Mietwohnung in der dritten Etage Hermann Göring, Oberbefehlshaber der Luftwaffe und einer der führenden Politiker des Nationalsozialismus.
- Von 1935 bis 1995 wohnte die Film- und Theaterschauspielerin Maly Delschaft im Haus Kaiserdamm 89.
- Im Hinterhaus Kaiserdamm 96, 3. Etage, wohnte von September 1908 bis Frühjahr 1910 der Schriftsteller Robert Walser.
- Am Haus Kaiserdamm 102 erinnert eine Tafel an Ferdinand Bruckner, den Dramatiker und Gründer des Renaissance-Theaters.
- Im Haus Kaiserdamm 111 wohnte in den 1920er Jahren der Schauspieler Emil Jannings.
- Im Haus Kaiserdamm 114 wohnte 1925 Erich Maria Remarque, der in seiner Berliner Zeit die Antikriegsromane Im Westen nichts Neues und Der Weg zurück schrieb, woran eine Gedenktafel erinnert.
- Kaiserdamm 116 war die Wohnadresse des Elternhauses des Sexualforschers, Anthropologen und Buchautors Ernst Bornemann, der 1933 nach England emigrierte.

## Stolpersteine

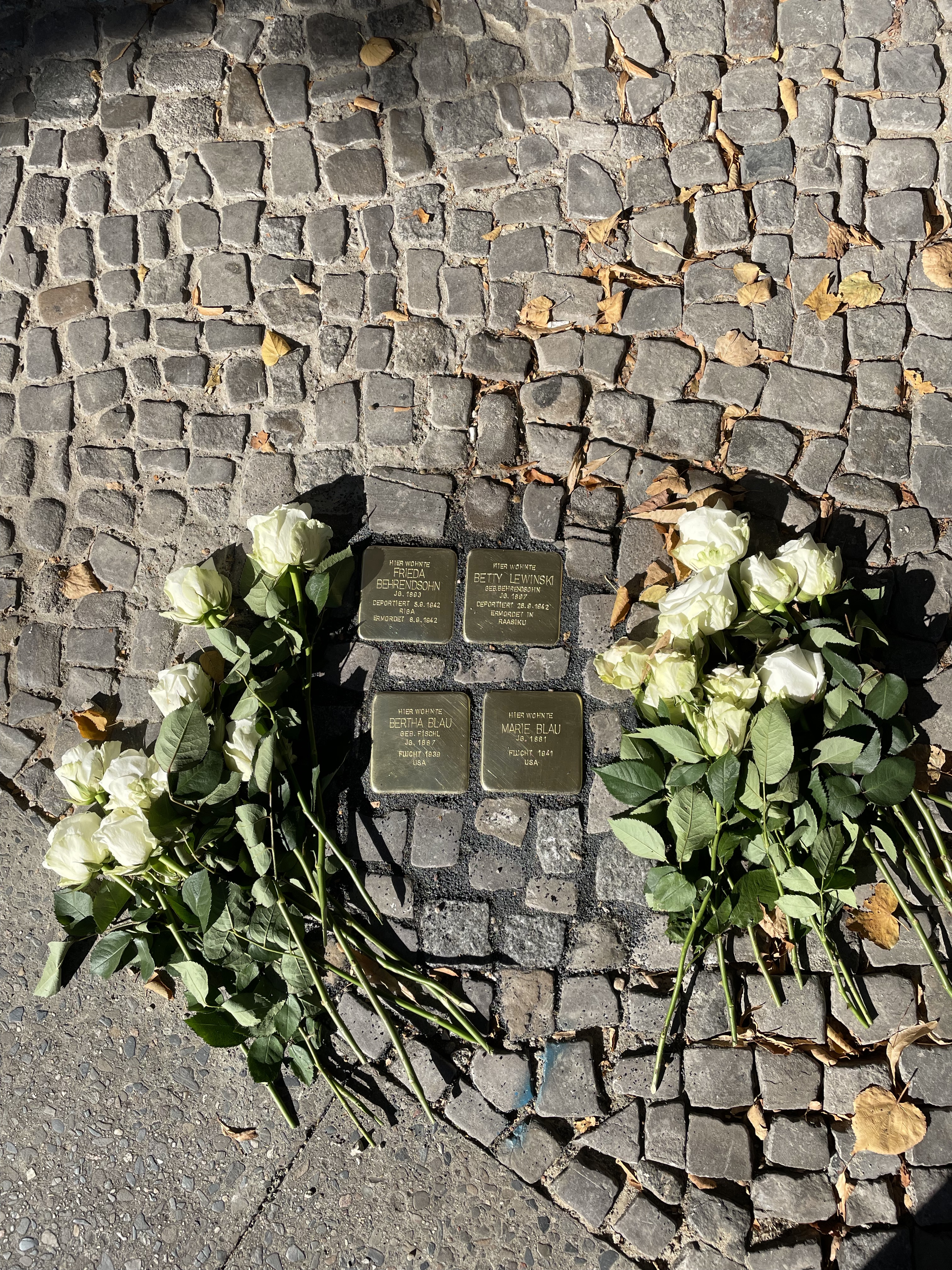
Stolpersteine Kaiserdamm 13

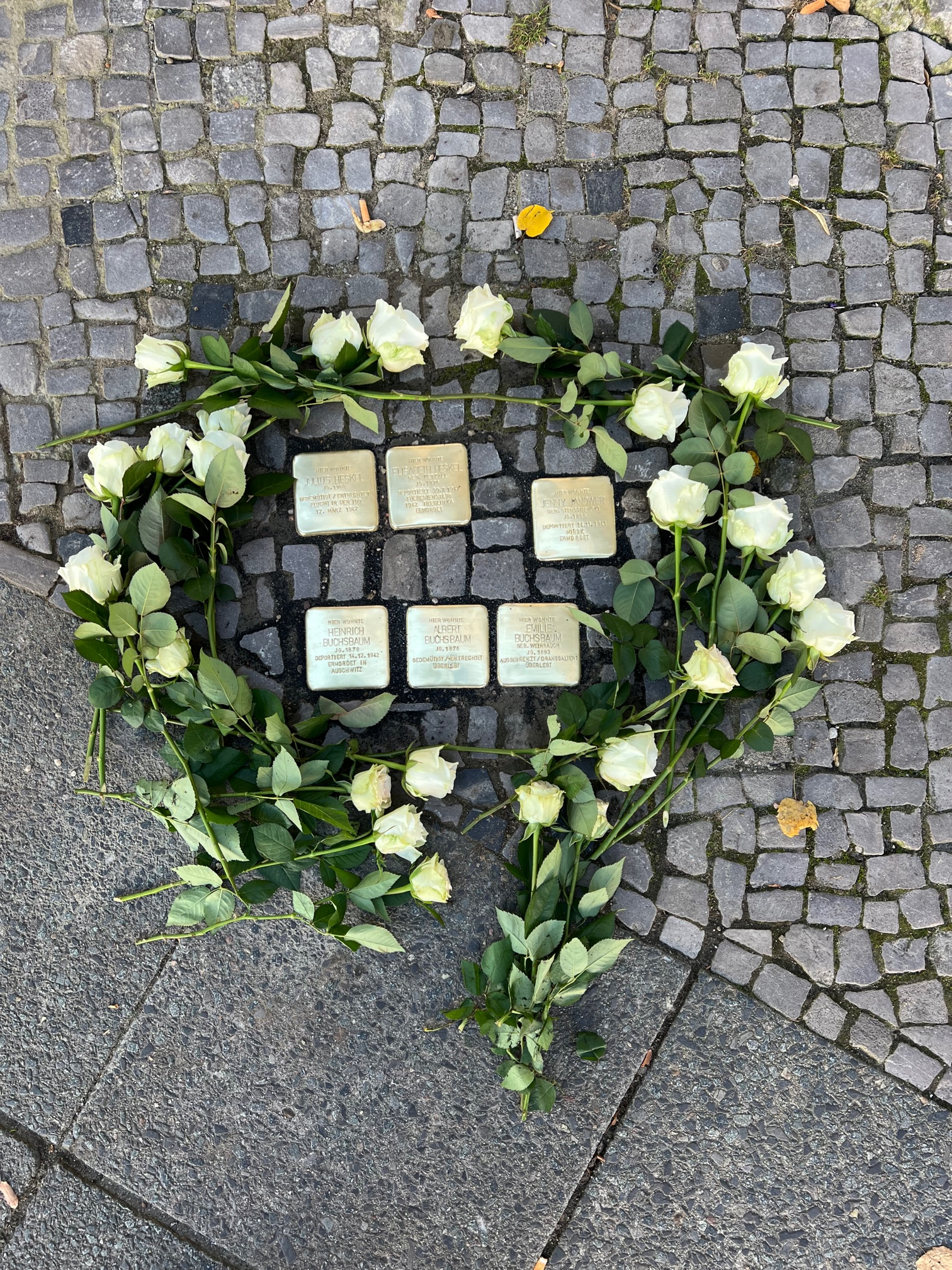
Stolpersteine Kaiserdamm 105

Am 7. Oktober 2022 wurden auf Initiative der Stiftung Kunstforum der Berliner Volksbank vor dem ehemaligen Büro Kaiserdamm 13 und dem aktuellen Standort aller Bereiche am Kaiserdamm 105 insgesamt zehn Stolpersteine durch den Künstler Gunter Demnig verlegt. Am Kaiserdamm 13 war es für folgende Personen: Bertha Blau (1939, mit 72 Jahren Flucht in die USA), Marie Blau (Flucht mit 59 Jahren in die USA, drei Jahre später 1944 verstorben), Frieda Behrendsohn (deportiert und mit 49 Jahren in Riga ermordet) und Betty Lewinski (deportiert und mit 45 Jahren in der Tötungsstätte Raasiku bei Reval ermordet). Am Kaiserdamm 105 war es für Heinrich Buchsbaum (mit 64 Jahren, deportiert und ermordet in Auschwitz), Albert Buchsbaum (gedemütigt, überlebt, verstorben mit 72 Jahren), Emilie Buchsbaum (gedemütigt, überlebt, da nicht-jüdische Ehefrau von Albert, 1948 mit 65 Jahren verstorben), Julius Heskel (Freitod mit 74 Jahren), Elisabeth Heskel (mit 66 Jahren in Treblinka ermordet) und Jenny Janower (mit 56 Jahren ermordet im Ghetto von Minsk). Neben zahlreichen Nachbarn und Gästen kamen auch Verwandte von Bertha Blau aus den USA angereist, mit der Familie Greenwald kamen die Urenkelin und deren Kindern. Einen zeremoniellen Rahmen bekam die Verlegung durch die musikalische und biografische Begleitung von Kantor Hemi Levison, dem israelischen Gitarristen Guy Woodcock und Irene Aselmeier, sowie die Reden von Geschäftsführer Sebastian Pflum, Bürgermeister Klaus Lederer und Robin Greenwald unter Anwesenheit der Ehrengäste Cherrie S. Daniels (US-Kulturattachée) und Wolfgang Tillinger (Bezirksverordnetenvorsteher von Charlottenburg-Wilmersdorf).

## Gebäude und öffentliche Einrichtungen

### Überblick
Bis heute wird der Kaiserdamm weitgehend von Gebäuden geprägt, die vor 1920 entstanden sind.
Die Studios des RBB begleiten den Kaiserdamm an seinem westlichen Ende auf der Nordseite zwischen Soorstraße und Theodor-Heuss-Platz.

### Kaiserdamm 1
Von 1906 bis 1910 entstand das ehemalige Polizeipräsidium Charlottenburg im wilhelminischen Neubarock nach einem Entwurf von Launer & Kloeppel. Der wuchtige Bau demonstrierte die Staatsmacht. Es beherbergt heute den Polizeiabschnitt 24.

### Kaiserdamm 25
An der Ecke zur Königin-Elisabeth-Straße entstand 1928–1929 nach Plänen von Hans Scharoun und Georg Jacobowitz das Apartmenthaus am Kaiserdamm mit kleinen 1- und 2-Zimmer-Wohnungen, die sich durch effizient ausgenutzte Grundrisse auszeichnen.

### Kaiserdamm 97
Ein modernes Wohn-, Büro- und Geschäftshaus entstand von 1991 bis 1993 an dieser – von Verkehrslärm belasteten – Ecke, an der die Stadtautobahn in einer Tieflage den Kaiserdamm unterquert. Der Architekt Jürgen Sawade schuf ein Gebäude, das durch verglaste Laubengänge an der Autobahnseite erschlossen wird. Durch die Verglasung sind die zum Innenhof ausgerichteten Wohnungen weitgehend vom Verkehrslärm verschont.

### Kaiserdamm 105
Das um die Jahrhundertwende gebaute Eckgebäude am Kaiserdamm 105 Ecke Sophie-Charlotten-Straße – direkt am Lietzensee-Park – beherbergte bis Ende der 1970er Jahre ein Kino. Im Jahr 1934 eröffnete Julius Jankowski das Kino am Lietzensee mit 297 Plätzen im Eckhaus Kaiserdamm 105 / Wundtstraße. Nach Unterbrechung durch den Zweiten Weltkrieg konnte das Kino 1949 den Betrieb wieder aufnehmen. Ab 1967 trug es den Namen Cinema 105 und war bis ungefähr 1979 in Betrieb. Danach folgte ein Möbelgeschäft und eine Filiale der Berliner Volksbank. Im Jahr 2018 zog dann wieder eine Kulturinstitution in das Eckgebäude ein. Die Stiftung Kunstforum der Berliner Volksbank gGmbH betreibt seitdem dort über zwei Etagen ihr Kunstmuseum, vornehmlich mit der eigenen Kunstsammlung der Berliner Volksbank und externen Leihgebern. Sie hat dort ihr Büro, aber auch ihre kulturelle Bildungseinrichtung, die sogenannte Werkstatt für Kreative.

### Erste Moschee in Berlin
Im Jahr 1923 wurde für die erste Moschee in Berlin der Spatenstich vollzogen. Sie entstand im Ergebnis eines Architektenwettbewerbs.

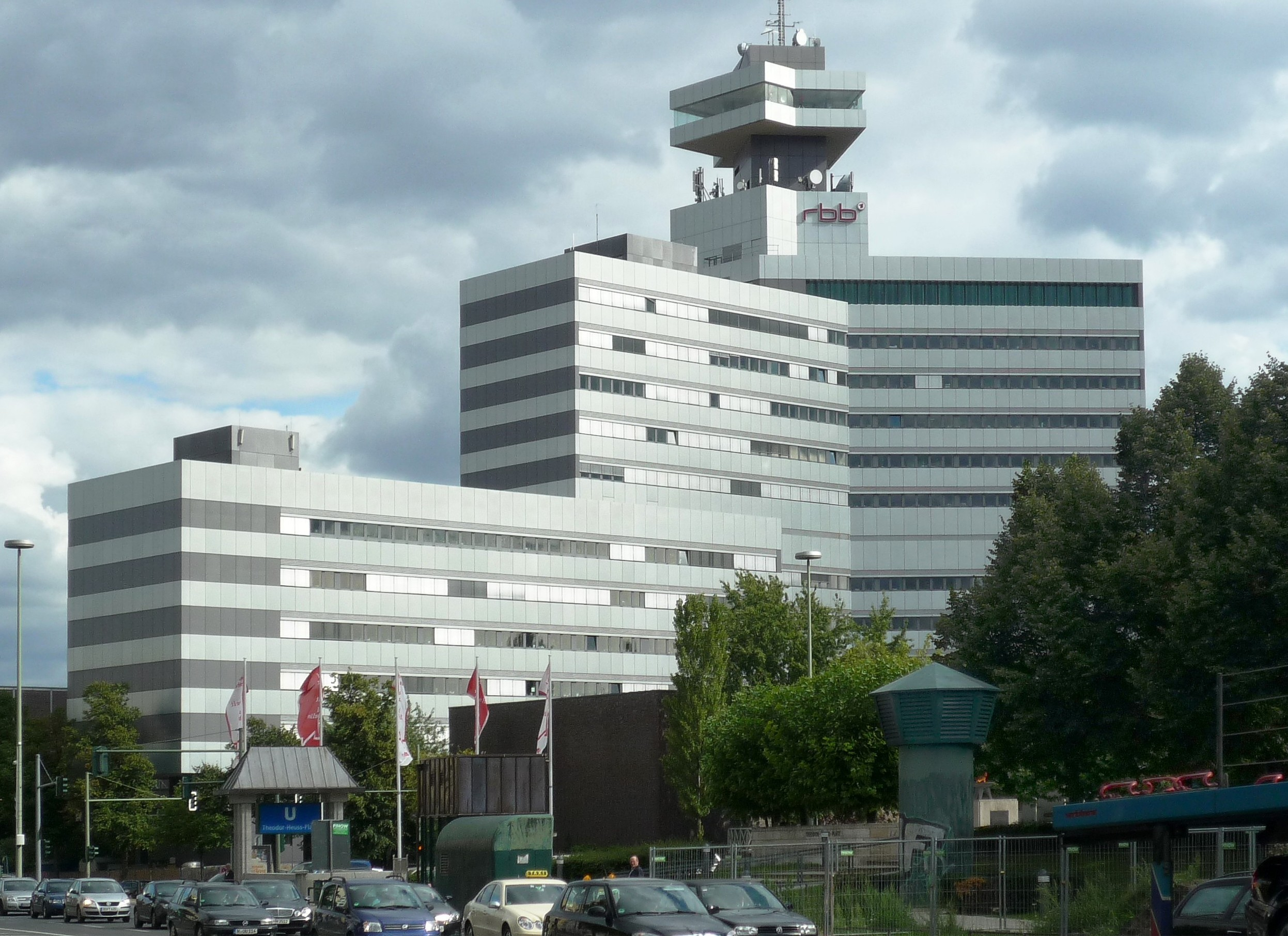
RBB an der Ecke zum Theodor-Heuss-Platz
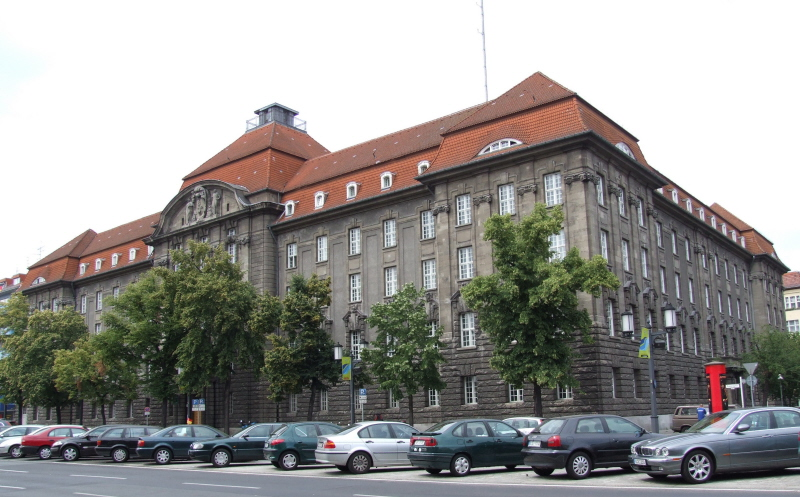
Polizeigebäude am Kaiserdamm 1
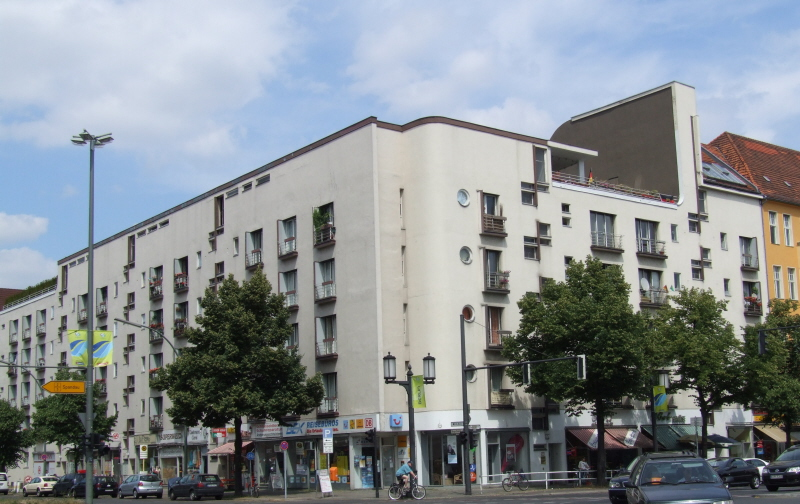
Apartmenthaus am Kaiserdamm 25
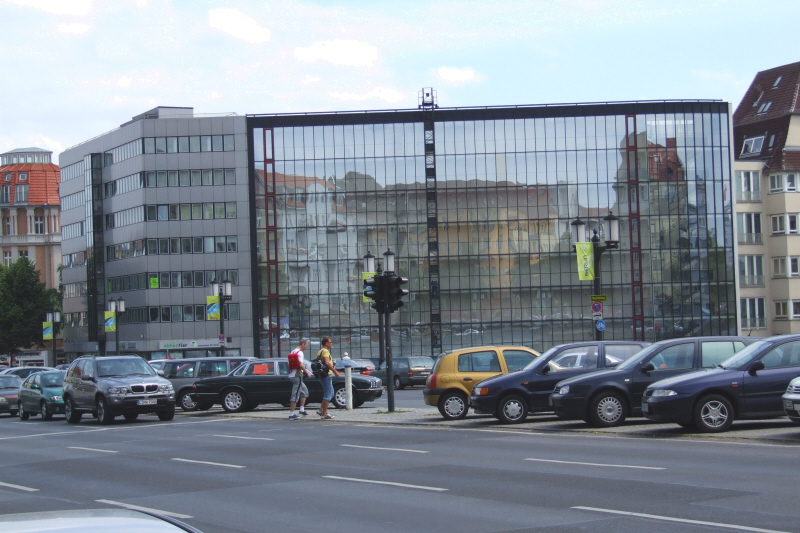
Kaiserdamm 97 an der Stadtautobahn
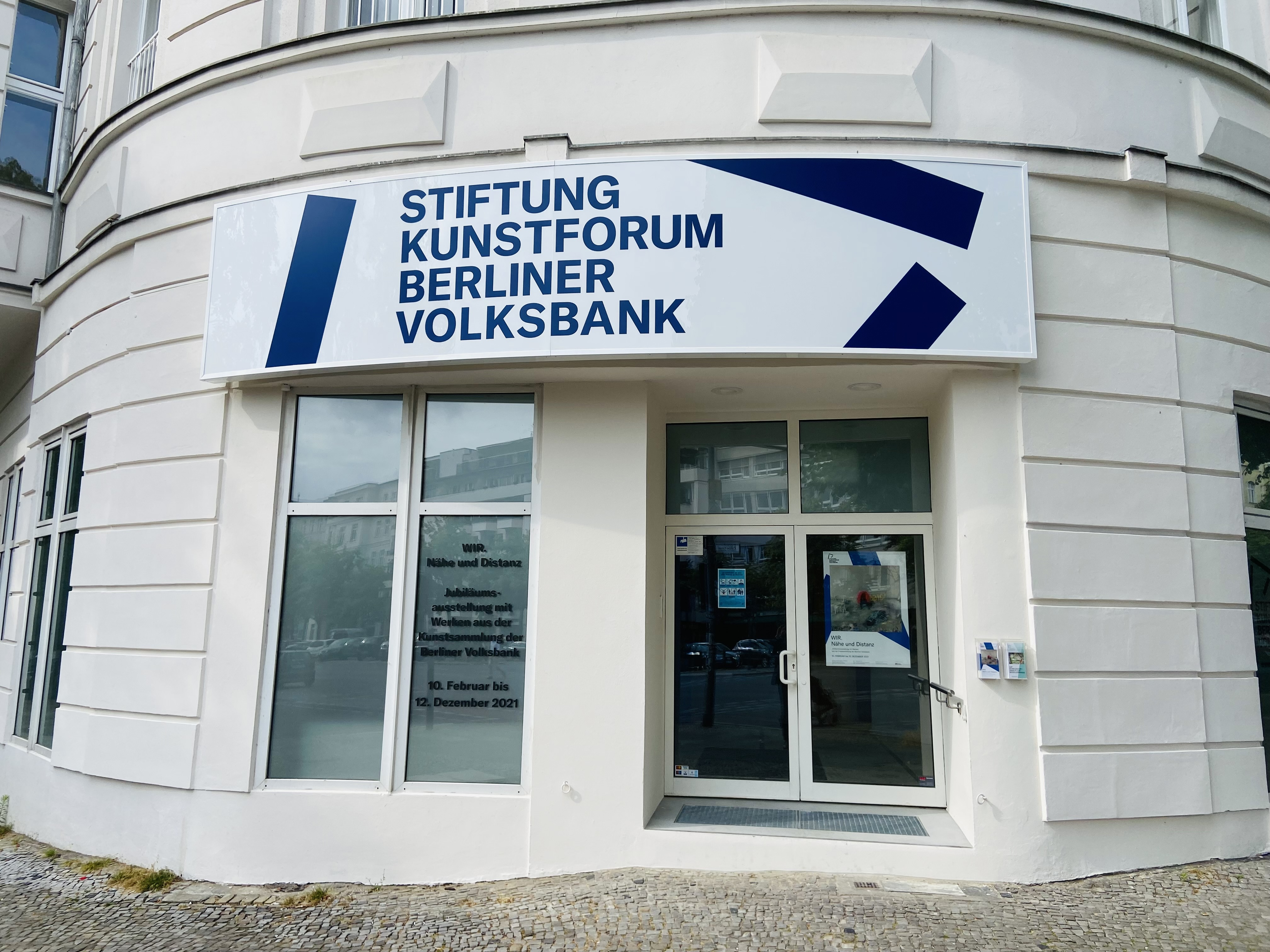
Kaiserdamm 105, Eingang zur Stiftung Kunstforum Berliner Volksbank